# Chad Ruhwedel
Chad Ruhwedel, född 7 maj 1990, är en amerikansk professionell ishockeyspelare som spelar för Buffalo Sabres i NHL.
Han blev aldrig draftad av något lag.